# Yūnagi (destroyer, 1924)
Pour les autres navires du même nom, voir Yūnagi.
Le Yūnagi (夕凪) est un destroyer de la classe Kamikaze construit pour la Marine impériale japonaise pendant les années 1920.

## Historique
Au moment de l'attaque de Pearl Harbor le 7 décembre 1941, le Yūnagi est affecté dans la 29e division du 6e escadron de destroyers (4e flotte), basé à Truk. Le destroyer assure la couverture de la force d'invasion des îles Gilbert du 8 au 10 décembre 1941, puis est affecté à la deuxième force d'invasion de l'île Wake le 23 décembre.
De janvier à mars 1942, le Yūnagi fournit une couverture pour les débarquements des forces japonaises pendant l'opération R (invasion de Rabaul, en Nouvelle-Bretagne) et l'opération SR (invasion de Lae et de Salamaua). Pendant une patrouille au large de Lae le 10 mars, il est légèrement endommagé par une attaque à la mitrailleuse, l'obligeant à retourner à Sasebo pour des réparations en avril. Les réparations achevées en juin, le Yūnagi escorte des convois entre Moji-ku (Kyūshū) et Rabaul, via les Philippines et les Palaos.
Le Yūnagi participe à la bataille de l'île de Savo du 8 au 9 août 1942, engageant sans succès le destroyer USS Jarvis. Entre août 1942 et mars 1943, il patrouille dans les îles Salomon et dans les îles du Pacifique central.
Après un carénage à Sasebo en mars 1943, le Yūnagi est réaffecté dans la 8e flotte, étant de retour à Rabaul en juin. Durant les mois de juin et juillet, il effectue plusieurs « Tokyo Express » vers Kolombangara, participant au naufrage du destroyer USS Strong le 4 juillet et à la bataille de Kolombangara le 12 juillet. En juillet, alors basé aux Shortland, sa coque est endommagée par une frappe aérienne alliée.
Le 2 octobre, le Yūnagi assiste à couvrir l'évacuation des troupes japonaises de Kolombangara et effectue de nombreux « Tokyo Express » à travers les îles Salomon jusqu'à la fin de l'année. En janvier 1944, il retourne à Sasebo pour des réparations. En mars et avril, il escorte des convois de troupes à Saipan. En mai, le navire est réaffecté dans la 22e division du 3e escadron de destroyers (Flotte de la région sud-ouest  — Southwest Area Fleet), effectuant des missions d'escorte de convois dans la zone des Philippines jusqu'en juin.
Les 19 et 20 juin, le Yūnagi escorte la première force d'approvisionnement de l'amiral Jisaburō Ozawa lors de la bataille de la mer des Philippines. Par la suite, il est affecté à l'escorte des convois de pétroliers via Manille et Kure.
Le 18 juillet 1944, le Yūnagi est réaffecté directement à la flotte combinée. Du 10 au 18 août 1944, il escorte un convoi de Moji-ku via Mako en direction de Manille, mais fait route vers Takao pour assister le transport endommagé Eiyō Maru. Le 25 août 1944, lors de son transit entre Takao et Manille, il est torpillé et coulé à 20 milles (32 km) au nord-nord-est du cap Bojeador (Burgos, Luçon), à la position 18° 46′ N, 120° 46′ E, par le sous-marin USS Picuda. 32 membres d'équipage sont tués et 19 autres blessés.
Le Yūnagi est rayé des listes de la marine le 6 octobre 1944.